# Puybarban
Puybarban là một xã thuộc tỉnh Gironde trong vùng Aquitaine tây nam nước Pháp.